# Conistra liguloides
Conistra liguloides là một loài bướm đêm trong họ Noctuidae.